# Banisia fuliginea
Banisia fuliginea är en fjärilsart som beskrevs av Paul E. Whalley 1971. Banisia fuliginea ingår i släktet Banisia och familjen Thyrididae. Inga underarter finns listade i Catalogue of Life.